# Cyathelia axillaris
Cyathelia axillaris är en korallart som först beskrevs av Ellis och Daniel Solander 1786.  Cyathelia axillaris ingår i släktet Cyathelia och familjen Oculinidae. Inga underarter finns listade i Catalogue of Life.